# Libertà dal bisogno, dalla miseria

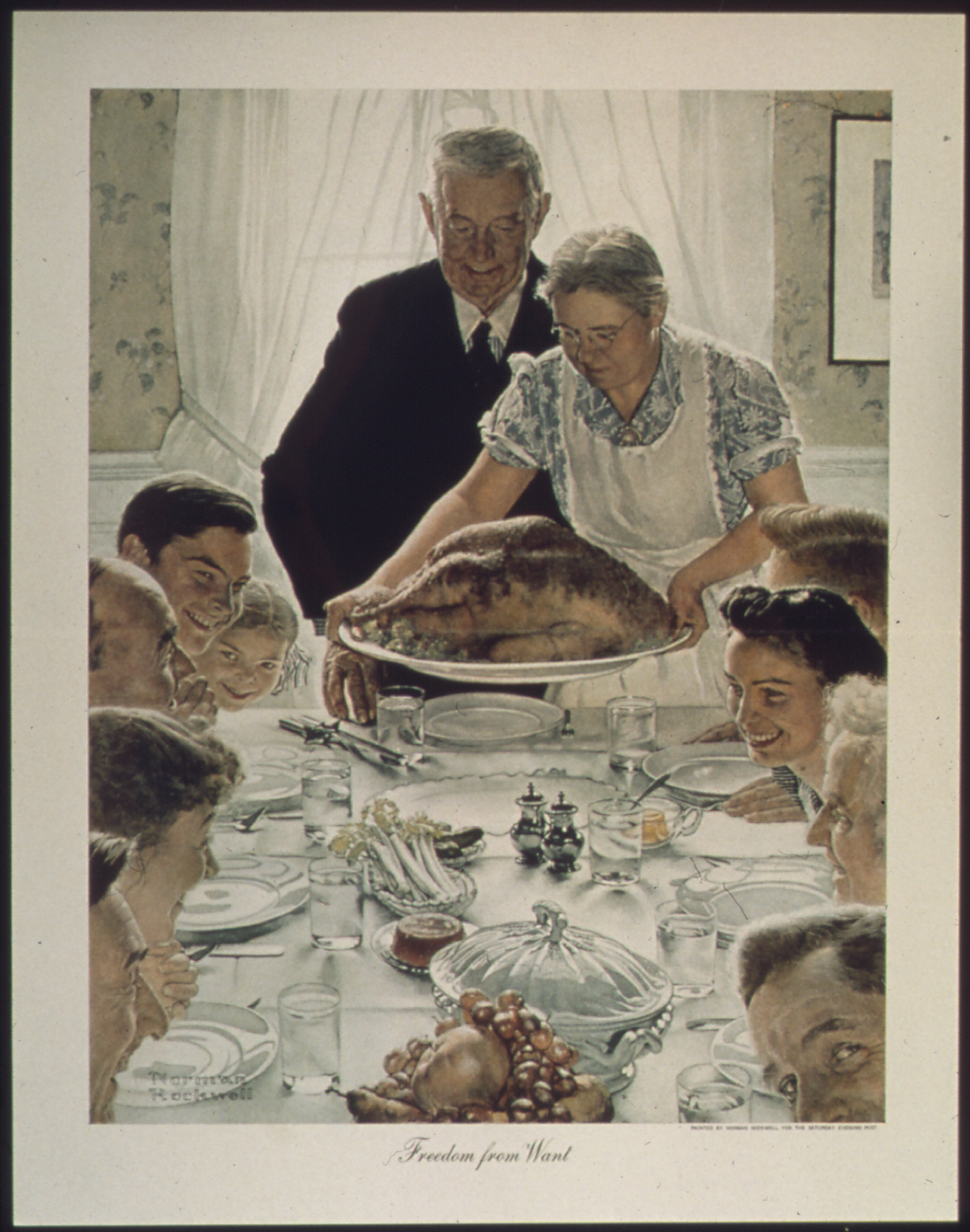
Libertà dal bisogno, dalla miseria (1943) del pittore Norman Rockwell

La libertà dal bisogno, dalla miseria, ovvero il diritto a un adeguato standard di vita è uno dei diritti umani fondamentali. Esso fa parte della Dichiarazione universale dei diritti umani che fu accettata dall'Assemblea generale delle Nazioni Unite il 10 dicembre 1948.

## Antefatto
Il predecessore di questo diritto, la libertà dal bisogno, dalla miseria, è una delle Quattro libertà di cui il Presidente americano, Franklin D. Roosevelt, parlò nel suo discorso sullo stato dell’Unione il 6 gennaio 1941.
Secondo Roosevelt si tratta di un diritto che dovrebbe essere riconosciuto a ognuno in tutto il mondo. Roosevelt descrisse il "suo" terzo diritto come segue:
(Presidente Franklin D. Roosevelt, 6 gennaio 1941.)

## Proclamazione
Il diritto in questione fu proclamato dall'Assemblea generale delle Nazioni Unite il 10 dicembre 1948, in questi termini:
(Articolo 25.1 della Dichiarazione universale dei diritti umani)
Inoltre questo principio è stato scritto, con valore cogente per gli Stati aderenti, nell'articolo 11 della Convenzione internazionale sui diritti economici, sociali e culturali delle Nazioni Unite.

## Filosofia politica
Per Vittorio Foa questo diritto rinvia ad una "condizione materiale": lo stato di bisogno, il quale, pregiudicando la pienezza dell'esplicazione della natura umana, rende precarie anche le altre libertà. In tal senso, l'azione positiva dei poteri pubblici mira a riequilibrare il rapporto individuo-società, conseguendo un'uguaglianza sostanziale che è premessa per far entrare l'intera collettività nella vita pubblica: l'assistenza, ad esempio, «diventa espressione di una solidarietà collettiva finalizzata a che ognuno sia libero da situazioni di bisogno, convenzionalmente individuate nel mancato possesso di redditi propri superiori ai limiti previsti dalla legge».